# Moos-Butzen
Die Leonhard Moos & Butzen GmbH ist ein Unternehmen, das im nordrhein-westfälischen Viersen Eier verpackt und färbt. Das Kerngeschäft liegt auf dem Vertrieb von Eiern an den deutschen Lebensmitteleinzelhandel.

## Geschichte

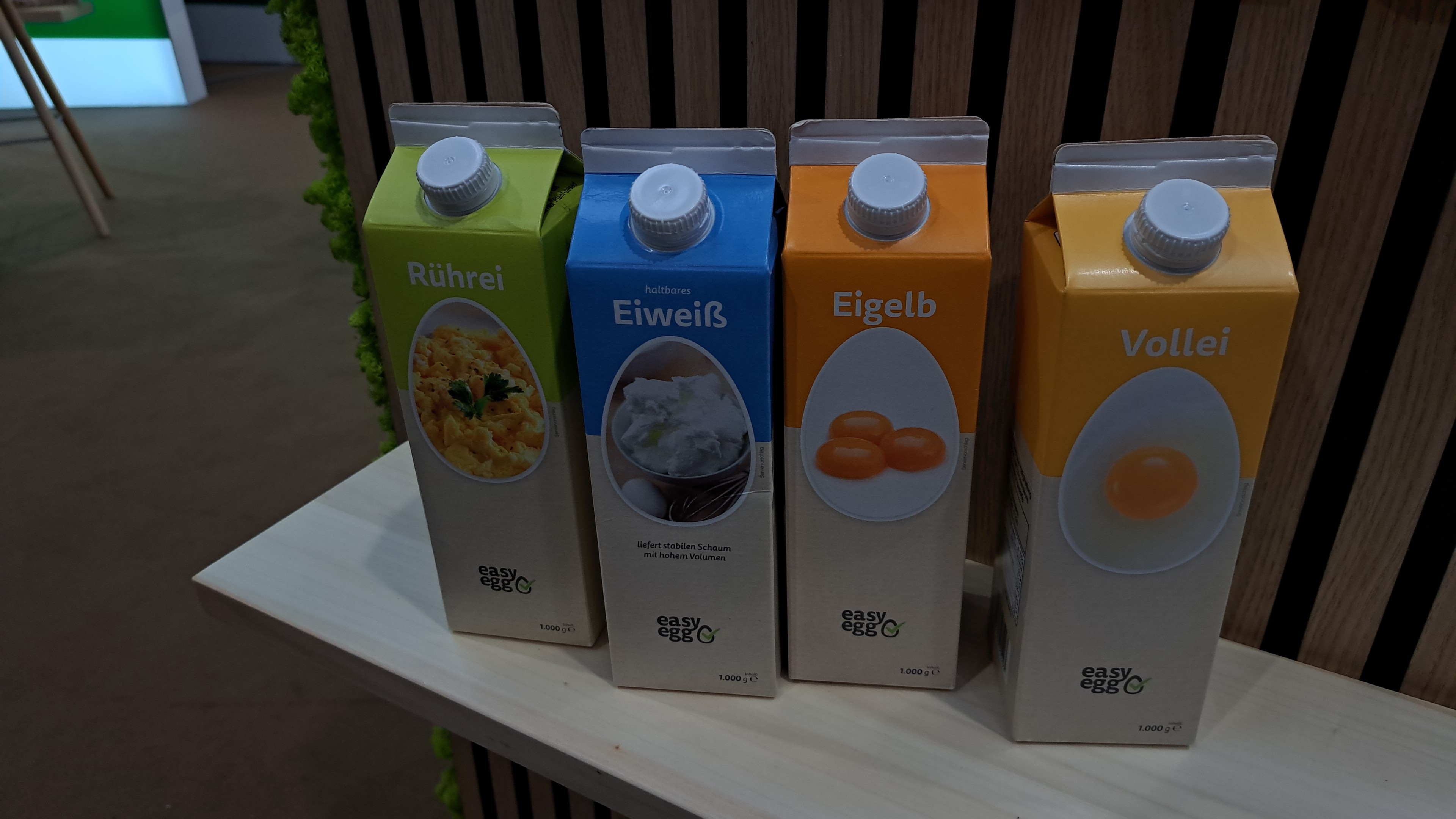
Convenience-Produkte von Moos-Butzen, EuroTier 2024 Hannover

Das Unternehmen wurde 1920 von Leonhard Moos in Form eines Großhandels für Butter, Eier und Käse gegründet. 1984 erfolgte durch die Nachfolger des inhabergeführten Betriebes, Alfons und Gertrud Butzen, die Ausrichtung auf eine internationale Vermarktung von Hühnereiern. 2001 fusionierte das Unternehmen mit der niederländischen Gebr. van Beek Holding, firmiert jedoch weiterhin unter seinem ursprünglichen Namen.

## Heute
Moos & Butzen vertreibt täglich etwa vier Millionen Hühnereier an Großabnehmer. Das Unternehmen erzielte im Geschäftsjahr 2016 einen Umsatzerlös von ungefähr 190 Millionen Euro und beschäftigt etwa 120 Mitarbeiter.